# Homoranthus binghiensis
Homoranthus binghiensis là một loài thực vật có hoa trong Họ Đào kim nương. Loài này được J.T.Hunter mô tả khoa học đầu tiên năm 2001.